# Discobola dohrni
Discobola dohrni là một loài ruồi trong họ Limoniidae. Chúng phân bố ở miền Australasia.